# 練木市左衛門
練木 市左衛門（ねりき いちざえもん、1864年12月7日〈元治元年11月9日〉 - 没年不明）は、日本の商人（米穀商、伊勢屋）、実業家。練木合資会社社長。合資会社練木不動産商会の有限責任社員。

## 経歴
埼玉県南埼玉郡粕壁町（現・春日部市）の人。豪農で米問屋練木庄八の長子。年少にして経世の志を抱き、自由民権の説に心を傾け、板垣退助の自由党に身を投じ、進んで郷里に自助館を創設し推されてその館主となる。
実業界に入り、同志と共に粕壁銀行を創設し取締役兼支配人となり、郷党の財界に貢献する。1898年に居を東京に移して、実業のために尽瘁努力し、練木合資会社を創設し自ら社長となり企画経営の衡に当る。また同志会監査役、生秀館監査役・同取締役などをつとめる。

## 人物
参禅して黙堂と号する。赤十字社正社員である。趣味は読書。『処世奥秘録』の著書がある。住所は東京市神田区錦町1丁目。

## 家族・親族
練木家
- 父・庄八[2]
- 妻・カタ子（1865年 - ?、佐久間範次郎の妹）[2]
- 長男・格一郎（1890年 - ?）[2]
- 二男・銀造（1895年 - ?） - 粕壁町・練木庄八の養子となる[2]
- 長女・スミ子（1887年 - ?、島根、斎藤賞資の妻[2]、斎藤誠の母[7]、斎藤徹郎の祖母）

親戚
- 長女の夫・斎藤賞資（弁護士、日本興業銀行副支配役）